# Мощне
Мо́щне —  село в Україні, у Чернігівському районі Чернігівської області. Входить до складу Березнянської селищної громади. Населення становить 64 осіб. До 2020 року орган місцевого самоврядування — Миколаївська сільська рада.